# 蜂鸟 (电影)
是一部2019年上映的的韩国独立电影，由《她的耳环》《萧笛考试》等短篇电影的导演金宝拉编剧并执导，朴持厚、金玺碧主演。电影讲述1994年中学二年级学生恩熙的青春故事，故事里面包含和父母，姐姐，哥哥在一起的家庭生活，和男友的青涩爱情，和朋友的友情，以及在课后补习班相遇到的人生知己。2018年10月6日在釜山國際電影節首映，2019年8月29日在韩国影院公映。

## 剧情概要
故事发生的背景是动荡的韩国1994年首尔，这一年里韩国发生了三件大事：
- 1994年世界杯
- 金日成去世
- 圣水大桥坍塌

孤独的14岁女孩恩熙过着像蜂鸟一样的人生，试图寻找生活的滋味。恩熙和父母、哥哥和姐姐一家一共5口人生活在首尔，恩熙的父母开着一家年糕店忙于赚钱养家而无法照顾到恩熙，父母把希望寄托在唯一的儿子身上，哥哥则时常欺负这个年龄最小的妹妹，而姐姐更是对其不问不顾。于是她只能和朋友沉浸在夜店和KTV，甚至在小商店偷东西被抓时遭到朋友背叛。此时补习班换来一位新的临时代课老师，这位老师成为了恩熙最知心的朋友。

## 演员阵容

### 主要人物
- 朴持厚 饰演 金恩熙
- 金玺碧 饰演 金英智

### 其他人物
- 郑仁基 饰演 恩熙父亲
- 李胜妍 饰演 恩熙母亲
- 朴秀妍 饰演 金秀熙
- 孫相淵 飾演 金大勳，恩熙的哥哥。
- 朴瑞允 饰演 全智淑
- 郑润书 饰演 金智完
- 薛慧仁 饰演 裴侑利
- 亨永宣 饰演 舅舅
- 吉海妍 饰演 英智的母亲
- 朴伦熙 饰演 班主任
- 孙勇范 饰演 俊泰
- 安珍贤 饰演 敏智
- 金宗九 饰演 新首尔医院医生
- 李钟允 饰演 文具店老板

## 制作
该片从2017年9月11日开始拍摄至2017年10月22日，历时42天32次拍摄。片中恩熙居住的房子在大峙洞银马公寓，经过一个月的的布景复原了1994年的场景。
韩文片名是「蜂鳥」的意思，在导演的专访中，她解释了片名的由来。
蜂鸟是世界上最小的鸟，但是，他们飞很远的距离去找寻自己的巢。他们非常有活力，每秒钟翅膀能震动80次。就像电影里主人公恩熙一样。她是个小女孩，试图寻找生活中的爱，她也遇到了很多人。我觉得，她的旅程也像蜂鸟一样。

## 票房
截止2019年11月16日，动员了13万7547人次观影。

## 奖项
| 年份   | 颁奖礼                                 | 奖项                        | 入围者         | 结果 | 备注          |
| ------ | -------------------------------------- | --------------------------- | -------------- | ---- | ------------- |
| 2018年 | 第23届釜山国际电影节                   | 新浪潮奖                    | 金宝拉         | 提名 | [ 9 ]         |
| 2018年 | 第23届釜山国际电影节                   | KNN观众选择奖               | 《蜂鸟》       | 獲獎 | [ 9 ]         |
| 2018年 | 第44届首尔独立电影节                   | 新选择奖                    | 金宝拉         | 獲獎 |               |
| 2018年 | 第44届首尔独立电影节                   | 执行委员会特别奖            | 金玺碧         | 獲獎 |               |
| 2019年 | 2019年北京国际电影节                   | 特别提及                    | 《蜂鸟》       | 獲獎 | [ 10 ]        |
| 2019年 | 2019年北京国际电影节                   | 最佳新电影                  | 《蜂鸟》       | 提名 | [ 10 ]        |
| 2019年 | 第38届伊斯坦布尔国际电影节             | 国际竞争单元大奖            | 《蜂鸟》       | 獲獎 | [ 10 ]        |
| 2019年 | 第25届洛杉矶亚太电影节                 | 国际竞争单元评审团大奖      | 《蜂鸟》       | 獲獎 | [ 10 ]        |
| 2019年 | 第17届塞浦路斯电影节                   | 评审团大奖                  | 《蜂鸟》       | 獲獎 | [ 10 ]        |
| 2019年 | 第48届基辅莫洛迪斯特电影节             | 国际竞争单元 最佳电影       | 《蜂鸟》       | 獲獎 | [ 10 ]        |
| 2019年 | 第48届基辅莫洛迪斯特电影节             | 国际影评人联盟 评审团奖     | 《蜂鸟》       | 獲獎 | [ 10 ]        |
| 2019年 | 第34届瓦伦西亚Cinema Jove电影节        | 观众奖                      | 《蜂鸟》       | 獲獎 | [ 10 ]        |
| 2019年 | 第34届瓦伦西亚Cinema Jove电影节        | 青少年评审团奖              | 《蜂鸟》       | 獲獎 | [ 10 ]        |
| 2019年 | 第34届瓦伦西亚Cinema Jove电影节        | 最佳导演                    | 金宝拉         | 獲獎 | [ 10 ]        |
| 2019年 | 第34届瓦伦西亚Cinema Jove电影节        | 最佳配乐                    | MATIJA STRNISA | 獲獎 | [ 10 ]        |
| 2019年 | 第11届奥斯汀亚美电影节                 | 评审团最佳电影              | 《蜂鸟》       | 獲獎 | [ 10 ]        |
| 2019年 | 第69屆柏林影展                         | 泰迪熊奖 最佳电影           | 《蜂鸟》       | 提名 | [ 11 ]        |
| 2019年 | 第69屆柏林影展                         | 新生代青年单元 最佳影片     | 《蜂鸟》       | 提名 | [ 11 ]        |
| 2019年 | 第69屆柏林影展                         | 新生代青年单元 评审团大奖   | 《蜂鸟》       | 獲獎 | [ 11 ]        |
| 2019年 | 第40屆青龍電影獎                       | 最佳影片                    | 《蜂鸟》       | 提名 | [ 12 ]        |
| 2019年 | 第40屆青龍電影獎                       | 最佳女配角                  | 金玺碧         | 提名 | [ 12 ]        |
| 2019年 | 第40屆青龍電影獎                       | 最佳新人女演员              | 朴持厚         | 提名 | [ 12 ]        |
| 2019年 | 第40屆青龍電影獎                       | 最佳新人导演                | 金宝拉         | 提名 | [ 12 ]        |
| 2019年 | 第40屆青龍電影獎                       | 最佳剧本                    | 金宝拉         | 獲獎 | [ 12 ]        |
| 2019年 | 第21届台北电影节                       | 国际新导演竞赛 评审团特别奖 | 金宝拉         | 獲獎 | [ 13 ]        |
| 2019年 | 第21届台北电影节                       | 国际新导演竞赛 最佳影片     | 《蜂鸟》       | 提名 | [ 13 ]        |
| 2019年 | 第50届雅典国际电影节                   | 最佳影片                    | 《蜂鸟》       | 提名 |               |
| 2019年 | 第50届雅典国际电影节                   | 国际单元 最佳剧本           | 金宝拉         | 獲獎 |               |
| 2019年 | 亚太电影奖                             | 最佳女演员奖                | 朴持厚         | 提名 |               |
| 2019年 | 第18届翠贝卡电影节                     | 最佳国际长篇电影            | 《蜂鸟》       | 獲獎 | [ 14 ]        |
| 2019年 | 第18届翠贝卡电影节                     | 国际长篇电影 最佳女演员     | 朴持厚         | 獲獎 | [ 14 ]        |
| 2019年 | 第18届翠贝卡电影节                     | 国际长篇电影 最佳摄影       | 姜国贤         | 獲獎 | [ 14 ]        |
| 2019年 | 第45届西雅图国际电影节                 | 评审团大奖                  | 《蜂鸟》       | 獲獎 | [ 15 ]        |
| 2019年 | 第36届耶路撒冷国际电影节               | 最佳长篇出道作              | 《蜂鸟》       | 獲獎 | [ 16 ]        |
| 2019年 | 第20届挪威卑尔根国际电影节             | 竞争单元大奖                | 《蜂鸟》       | 獲獎 |               |
| 2019年 | 第63届BFI伦敦电影节                    | 出道作竞争单元特别奖        | 《蜂鸟》       | 獲獎 | [ 17 ]        |
| 2019年 | 第39届韩国电影评论家协会奖             | 最佳新人导演                | 金宝拉         | 獲獎 | [ 18 ] [ 19 ] |
| 2019年 | 第39届韩国电影评论家协会奖             | 最佳新人女演员              | 朴持厚         | 獲獎 | [ 18 ] [ 19 ] |
| 2019年 | 第39届韩国电影评论家协会奖             | 女配角奖                    | 金玺碧         | 獲獎 | [ 18 ] [ 19 ] |
| 2019年 | 第39届韩国电影评论家协会奖             | 国际影评人联盟 韩国本部奖   | 金宝拉         | 獲獎 | [ 18 ] [ 19 ] |
| 2019年 | 第39届韩国电影评论家协会奖             | 十代电影奖                  | 金宝拉         | 獲獎 | [ 18 ] [ 19 ] |
| 2019年 | 第6届韓國電影製作人協會獎              | 最佳作品                    | 《蜂鸟》       | 獲獎 | [ 20 ] [ 21 ] |
| 2019年 | 第3屆馬來西亞國際電影節                | 最佳電影                    | 《蜂鸟》       | 提名 |               |
| 2019年 | 第3屆馬來西亞國際電影節                | 最佳導演                    | 金寶拉         | 獲獎 |               |
| 2019年 | 第3屆馬來西亞國際電影節                | 最佳劇本                    | 金寶拉         | 提名 |               |
| 2019年 | 第3屆馬來西亞國際電影節                | 最佳攝影                    | 姜国贤         | 獲獎 |               |
| 2019年 | 第3屆馬來西亞國際電影節                | 最佳女演員                  | 朴持厚         | 提名 |               |
| 2019年 | 第3屆馬來西亞國際電影節                | 最佳女配角                  | 金璽碧         | 獲獎 |               |
| 2019年 | 哈特兰电影节                           | 竞争单元大奖                | 《蜂鸟》       | 獲獎 | [ 22 ]        |
| 2019年 | 第8届美丽的艺术人奖                    | 新人艺术人                  | 金宝拉         | 獲獎 | [ 23 ]        |
| 2019年 | 第14届印度尼西亚Jogja-NETPAC亚洲电影节 | 最佳国际长篇电影            | 《蜂鸟》       | 獲獎 | [ 24 ]        |
| 2019年 | 第19届釜山电影评论家协会奖             | 技术奖                      | 姜国贤         | 獲獎 | [ 25 ]        |
| 2019年 | 第16届香港亚洲电影节                   | 新浪潮奖                    | 《蜂鸟》       | 獲獎 |               |
| 2019年 | 第27届大韩民国文化艺术大奖             | 电影部门 最佳电影           | 《蜂鸟》       | 獲獎 | [ 26 ]        |
| 2019年 | 第8届大韩民国最佳明星奖                | 最佳新人                    | 朴持厚         | 獲獎 | [ 27 ]        |
| 2019年 | 第19届韩国导演选择奖                   | 最佳新人女演员              | 朴持厚         | 獲獎 |               |
| 2019年 | 第19届韩国导演选择奖                   | 展望奖                      | 金宝拉         | 獲獎 | [ 28 ]        |
| 2019年 | 第19届韩国导演选择奖                   | 最佳新人导演                | 金宝拉         | 獲獎 | [ 28 ]        |
| 2019年 | 第20届年度女性电影人奖                 | 最佳导演                    | 金宝拉         | 獲獎 | [ 29 ]        |
| 2020年 | 第7届野花电影奖                        | 最佳女主角                  | 朴持厚         | 獲獎 | [ 30 ]        |
| 2020年 | 第7届野花电影奖                        | 最佳摄影                    | 姜国贤         | 獲獎 | [ 30 ]        |
| 2020年 | 第56屆大鐘獎                           | 最佳新人导演                | 金宝拉         | 獲獎 | [ 31 ]        |
| 2020年 | 第56屆百想藝術大獎                     | 电影部门 最佳导演           | 金宝拉         | 獲獎 | [ 32 ]        |
| 2020年 | 第56屆百想藝術大獎                     | 电影部门 最佳女配角         | 金玺碧         | 獲獎 | [ 32 ]        |
| 2020年 | 第29屆釜日電影獎                       | 最佳电影                    | 《蜂鸟》       | 獲獎 |               |
| 2020年 | 第29屆釜日電影獎                       | 最佳剧本                    | 金宝拉         | 獲獎 |               |

## 外部連結
- NAVER上《蜂鸟》的資料
- Daum上《蜂鸟》的資料

- 韩国电影数据库（KMDb）上《蜂鸟》的資料
- 互联网电影数据库（IMDb）上《蜂鸟》的资料（英文）
- 爛番茄上《蜂鸟》的資料（英文）
- 豆瓣电影上《蜂鸟》的資料 （简体中文）